# Pseudarista anticalis
Pseudarista anticalis là một loài bướm đêm trong họ Noctuidae.